# Cork Football Club
El Cork Football Club fue un club de fútbol de Irlanda, con sede en Cork.

## Historia
Fue fundado en el año 1921 en la ciudad de Cork con el nombre Fords FC debido a que la ciudad no contaba con un equipo de fútbol en aquellos años, aunque cambiaron su nombre al año siguiente por Fordsons FC como el equipo representante de la Ford Motor Company, y los jugadores eran empleados de la compañía. El nuevo nombre surgió por un modelo de tractor que hizo la compañía en ese año.
El club participó en sus inicios en la Liga de Munster, donde en la temporada 1923/24 logra la clasificación a la Copa de Irlanda, y en esa década de los años 1920 fue campeón de la Copa de Munster en cinco ocasiones.
En la temporada de 1924/25 participa por primera vez en la Liga irlandesa de fútbol reemplazando al Shelbourne United FC que abandonó la liga un día antes de que iniciara, terminando en cuarto lugar entre 10 equipos, con lo que fue uno de los primeros tres equipos fuera de Dublín en participar en la Liga irlandesa de fútbol, y el primer equipo de la ciudad de Cork en la liga.
En la siguiente temporada finaliza en tercer lugar, teniendo buenas participaciones a lo largo de la década de los años 1920 donde no bajó del cuarto lugar a excepción de la temporada 1928/29 en la que terminó en séptimo lugar. Al finalizar la temporada de 1929/30 la Ford Motor Company solo tendría un equipo de fútbol que los representara para competiciones locales, por lo que la empresa se alejó de la ciudad y el club de fútbol pasa a llamarse Cork FC, siendo este propiedad municipal.
El club fue subcampeón en dos ocasiones en la década de los años 1930, y en la temporada 1933/34 gana la Copa de Irlanda al vencer en la final 2-1 al St. James' Gate FC, pero a partir de la siguiente temporada termina en último lugar donde solo hizo 10 puntos, aunque mejora en la siguiente temporada al terminar en tercer lugar, año en el que alcanza la final de la Copa de Irlanda donde pierde 1-2 ante el Shamrock Rovers FC.
Los problemas crecieron cuando Owen Madden y Jack O'Reilly, dos de sus mejores jugadores, abandonaron al club para fichar por el Norwich City FC de Inglaterra, pero al no recibir el pago del traspaso del club inglés, ambos jugadores fueron suspendidos por la Asociación de Fútbol de Irlanda por tres años.
Las siguientes temporadas no mejoraron, finalizando en el lugar 11 en la temporada 1936/37 entre 12 equipos, marcando el descenso en la asistencia a los partidos y la disminución de recursos, lo que incluso llevó a los jugadores a pagar los viajes a los partidos de visita con sus propios fondos, lo que llevó el 8 de febrero de 1938 a que el club desapareciera.

## Palmarés

### Torneos nacionales
- Copa de Irlanda (2): 1925-26, 1933-34

### Torneos locales
- Liga de Munster (7): 1922-23, 1923-24, 1925-26, 1928-29, 1929-30, 1933-34, 1936-37
- Copa de Munster (4): 1923-24, 1928-29, 1929-30, 1931-32